# Joe Lloyd
Joseph Lloyd (1864–19??) était un golfeur professionnel anglais, connu pour avoir remporté le troisième US Open au Chicago Golf Club en 1897.

## Jeunesse
Lloyd a pratiqué le golf durant sa jeunesse au Royal Liverpool Golf Club à Hoylake. Il était un expert dans la fabrication et la réparation de clubs.

## Carrière de golfeur
Lloyd fut le premier professionnel de golf en France, embauché en 1883 au Pau Golf Club de Pau, en France, par des Anglais qui y hivernaient. L'un de ces Anglais était John Cumming Macdona, membre de Hoylake et du Pau Golf Club, qui s'était lié d'amitié avec Fleetwood Sandeman de la célèbre compagnie Port and Sherry. Fleetwood Sandeman fut le premier capitaine en 1883 au Hayling Golf Club dans le Hampshire, où la famille Sandeman possédait une maison de vacances, et Macdona a fait en sorte que Joseph Lloyd devienne le premier professionnel à Hayling. Lloyd a par ailleurs contribué à aménager le premier parcours de 9 trous sur le front de mer. 
Surnommé « The General », Lloyd quitta Hayling après deux saisons. 
De 1895 à 1909, Lloyd a passé ses étés en tant que professionnel du club au Essex County Club, à Manchester, Massachusetts, et a été remplacé par Donald Ross en tant que professionnel du club là-bas. Lloyd a pris sa retraite du Pau Golf Club en 1925.
Lloyd a joué à l' US Open de 1896 et menait à la mi-course, mais a terminé à égalité pour la 7e place à 6 coups derrière,.

### 1897 US Open
Lloyd était connu comme un joueur capable de drives extrêmement longs, et était considéré comme l'un des plus longs frappeurs de son temps. Durant le tournoi de 1897, il était à la traîne en entrant dans le tour final. Il a frappé un long entraînement au 18e trou de 465 verges, suivi d'un magnifique coup de brassie à moins de 8 pieds de la quille. Il a procédé à couler le putt pour un eagle 3 sur le trou par-5 qui lui a donné une victoire d'un coup sur Willie Anderson (qui gagnerait plus tard quatre US Open). Plus aucun autre golfeur n'a remporté depuis  l'Open avec un eagle sur le dernier trou.

## Championnats majeurs

### Victoires
| Année | Championnat | 18 trous           | Score gagnant | Marge   | Finaliste       |
| ----- | ----------- | ------------------ | ------------- | ------- | --------------- |
| 1897  | US Open     | Déficit de 4 coups | 83-79 = 162   | 1 temps | Willie Anderson |

### Chronologie des résultats
Lloyd a participé seulement à l'US Open et à l'Open Championship.

| NYF        | Tournoi pas encore fondé |
| DNP        | N'a pas joué             |
| WD         | Retiré                   |
| T          | Égalité pour une place   |
| Fond vert  | Victoire                 |
| Fond jaune | Top 10                   |

| Tournoi                 | 1893 | 1894 | 1895 | 1896 | 1897 | 1898 | 1899 | 1900 | 1901 | 1902 | 1903 | 1904 | 1905 | 1906 | 1907 | 1908 |
| ----------------------- | ---- | ---- | ---- | ---- | ---- | ---- | ---- | ---- | ---- | ---- | ---- | ---- | ---- | ---- | ---- | ---- |
| US Open                 | NYF  | NYF  | DNP  | T7   | 1    | 4    | DNP  | DNP  | 20   | DNP  | T24  | DNP  | T16  | DNP  | DNP  | WD   |
| Open britannique hommes | T17  | 17   | DNP  | DNP  | T20  | DNP  | DNP  | DNP  | DNP  | DNP  | DNP  | DNP  | DNP  | DNP  | DNP  | DNP  |